# ناحیه قصر البخاری
ناحیه قصر البخاری (به عربی: دائرة قصر البخاری) یک ناحیه در الجزایر است که در استان مدیه واقع شده‌است.